# II. Jakab ciprusi király
II. Jakab (Nicosia, 1438 – Famagusta, 1473. július 10.), ragadványneve: Fattyú Jakab, görögül: Ιάκωβος Β' ο Νόθος, franciául: Jacques II de Lusignan, dit le bâtard, olaszul: Giacomo II di Lusignano, detto il Bastardo. Nicosia érseke, ciprusi király, címzetes örmény és jeruzsálemi király. II. János ciprusi király természetes, de törvényesített fia. A Lusignan(-Poitiers)-ház tagja volt. A római katolikus vallást követte.

## Élete

### Származása
II. János ciprusi király és Patraszi Marietta (vagy Mária) fia. Édesanyja révén görög származású volt, aki az akhajai Patraszból származott. Mivel házasságon kívül született, így kevés esélye volt a trón betöltésére, ezért apja kinevezte Nicosia érsekévé 14 éves fiát 1452-ben, amit a pápa nem volt hajlandó megerősíteni. Apjának a második felesége, Palaiologina Ilona királyné féltékenyen nézte férjének gondoskodását a házasságon kívüli fia iránt, és ezért a fiú anyján állt kegyetlen bosszút úgy, hogy a szépséges Patraszi Mariettának levágatta az orrát. Jakab pedig erre a királynénak úgy vágott vissza, hogy megölte a királyné dajkájának a fiát, akit húga, Sarolta hercegnő férjének, János portugál királyi hercegnek a megmérgezésével vádoltak, amiért Jakabnak Rodoszra kellett menekülnie 1457-ben. Természetesen az apja megbocsátott neki, és hazatérhetett 1458-ban. Ez év áprilisában meghalt Ilona királyné, mellyel Jakabot gyanúsították, majd apja, II. János király is elhunyt 1458 júliusában.

### Apja halála után
Apjuk halála után Jakab féltestvére, Sarolta, II. János és Palaiologina Ilona lánya még akadálytalanul foglalhatta el a trónt. Sarolta második házassága Savoyai Lajossal azonban kiélezte az ellentétet az országon belül a nyugati és keleti orientáció hívei között. Jakab meglovagolta ezt a nemzeti ellenállást a nyugati friggyel szemben, és így egy csapásra az ellenzék vezérévé vált.

### Az egyiptomi szultánnál
Sarolta és Lajos esküvőjekor Jakabot száműzték Ciprusról, aki Ciprus főhűbérurához, az egyiptomi szultánhoz menekült.
„A szultán udvari előkelőségeit küldte a fogadására azzal az üzenettel, hogy azonnal jöjjön hozzá, s amint megérkezett, nagy örömmel fogadta. Jakab a szultán előtt beszédet mondott: – Esdekelve fordulok hozzád, legnagyobb s leghatalmasabb király. Te az én uram vagy, s kegyességed a biztosítéka, hogy segítségemre és oltalmamra leszel. Atyám, János, aki évenként adót fizetett neked, a közeli napokban távozott az élők sorából, s rajtam kívül más fiúutódot nem hagyott hátra. Nővérem a franciák közül választott magának férjet; a ciprusiak ezt választották királyukká, nem pedig engem, akit a korona megilletett volna. Ciprus azonban a te országod: a te jogod eldönteni, ki uralkodjék ott. A természet a férfiakat rendelte uralomra, nem pedig a nőket, és nem méltányos, hogy az uralkodók fiai meghátráljanak az idegenek előtt. Tekints, kérlek, a sorsomra, s ne engedd, hogy király gyermekeként megfosszanak királyságomtól! Atyai örökségemért folyamodom hozzád, hiszen a bírám vagy. Ha föl nem karolod ügyemet, királyi vér létemre hazámból elűzve még a kenyeremet is koldulva kell megkeresnem. Méltatlan szégyenfolt esik ezért a neveden, ha alattvalóid ügyét nem veszed pártfogásodba. De az sem lesz közömbös számodra, hogy az én elűzésemmel – akinek ősei megtanultak szolgálni néked – egy francia ül majd Ciprus trónjára. [...] Jakab huszonkét esztendős, délceg fiatalember volt, külsőre teljesen hasonló az apjához; annál erősebben különbözött viszont tőle lelki adottságai és szónoki képességek tekintetében. A szultán úgy döntött, hogy kérését támogatni fogja. Erre királyi ékszereket hoztak elő, Jakabot bíborruhába öltöztették, ráadták azokat a jelvényeket, amelyeket a királyok szoktak viselni, s a szultán meg valamennyi főember jelenlétében királynak nyilvánították. Ezután a következő szavakkal esküdött hűséget a szultánnak: – A nagy és magasságos, az irgalmas és jóságos Istenre, a mennynek és a földnek és minden bennük létezőnek a Teremtőjére, ezekre a szent evangéliumokra, a szent keresztségre, Keresztelő Szent Jánosra, valamennyi szentre és a keresztény hitre fogadom és esküszöm, hogy mindazt, amiről tudomást szerzek, föltárom az én uram, Alesszeraf Ajnál, Egyiptom magasságos szultánja és egész Arábia császára előtt, akinek uralmát Isten tegye szilárddá! [...] Ha ezek bármelyikét megszegném, akkor hitehagyó leszek, megcsúfolója a szent evangéliumnak és a keresztény hitnek, meghazudtolom az evangéliumot, kétségbe vonom Krisztus életét, tagadom anyjának, Máriának szüzességét, tevét ölök le a keresztelőmedence fölött, gyalázom az oltárnál szolgáló papokat, tagadom Krisztus istenségét, s csupán emberként és közvetítőként tisztelem, zsidó nővel bujálkodom az oltár tetején, és magamra vonom a szent atyák valamennyi átkát! Esküje végeztével körülvezették a városon, elhalmozták a legnagyobb kitüntetésekkel, és rendelkezésére bocsátottak egy hajóhadat, melynek hamarosan Ciprusra kellett őt vinnie.”

### Hatalomátvétel
Miután Al-Asraf Ínál szultán támogatásáról biztosította Sarolta bátyját, egyiptomi katonai segítséggel 1460. szeptember 18-án kikötött Famagustában, és 1460. szeptember 26-án elfoglalta Nicosiát. A királynő és támogatói Kyreniába szorultak vissza. Sarolta 1461 szeptemberében végleg elhagyta Ciprust, ahova soha többet nem térhetett már vissza. Az új király a pápával és a nyugati hatalmakkal is igyekezett elismertetni az uralmát, de II. Piusz pápa mindvégig trónbitorlónak tekintette, és húgát, Saroltát ismerte csak el törvényes ciprusi királynak. Saroltát teljes uralkodói pompában fogadta, mikor megjelent nála Rómában, míg Jakab követeit hűvösen és megvetően fogadta.
„[...] Ciprusról Piusz elé járult a nicosiai püspök, és egy jeles tudós, annak a személynek a küldötteként, aki egyiptomi fegyverekre támaszkodva elűzte a törvényes királyt, s önmagát tette meg királlyá. [...] A pápa nem tartotta méltónak e megbízottakat arra, hogy királyi küldöttként fogadják őket. Senki nem sietett elébük, nem kaptak tiszteletajándékot, fogadásuk is csupán magánkihallgatás keretében történt, ahol megdorgálta őket, amiért elvállalták egy olyan személy képviseletét, akiről tudják, hogy bitorló, s aki olyan fejedelemnek eskdött hűséget, aki ellensége a kereszténységnek. Azok hosszasan mentegették királyukat, de minden szavuk merő hazugság volt. Miután pedig hivatalos minőségükben semmit sem tudtak kiezközölni, előhozakodtak személyes kéréseikkel, hogy mégiscsak vihessenek magukkal olyan írást, amelyet a Római Kúria látott el pecséttel –, hogy majd azt mutogathassák az emberek előtt, s fecseghessenek róla, amint a kedvük tartja. A pápa azonban jól ismerte a görög fortélyokat, s üres kézzel bocsátotta őket útjukra. Nagy örömmel látták ezt a szavójai herceg épp jelen lévő megbízottai.”

### Irányváltás
Miután Sarolta utolsó, még kitartó híveit sikerült legyőznie Jakabnak, és 1464-ben visszaszerezte a genovaiaktól Famagusztát, végre egyesíthette uralma alatt az egész szigetet. Teljes diplomáciai fordulatot és irányváltást hajtott végre, mikor szakított a hagyományos genovai kapcsolatokkal és barátsággal, ugyanakkor lemészárolta az egyiptomi zsoldosait is, akik uralomra juttatták, és egyedül a velencei orientációt engedte érvényesülni a szigeten. Ez végül Ciprus és személy szerint a király számára politikailag is és talán emberileg is rossz döntés volt, mely egyes vélemények szerint a király korai halálához vezetett. Ciprus is a halála után velencei protektorátussá vált, míg nem véglegesen meg nem szüntették a királyságot, és teljes velencei uralmat vezettek be a szigeten. Ciprus ezzel hosszú időre elvesztette még formális függetlenségét is.

### Házassága
II. Piusz utóda, a velencei születésű II. Pál pápa végül 1467 áprilisában elismerte II. Jakab uralmát. 1467-ben a velenceiek a Signoria lányát, a Velencei Köztársaság által örökbe fogadott patríciuslányt, Cornaro Katalint ajánlották fel Jakabnak hitvestársául, aki előkelő ősökkel, közöttük görög ősökkel is rendelkezett, ugyanis a Komnénosz-házi trapezunti császárok leszármazottja is volt anyja, Crispo Florencia naxoszi hercegnő révén. Katalin úrnő apját, Marco Cornaro velencei patríciust és nagybátyját, Andrea Cornarót személyesen is ismerte a király, hiszen Cipruson töltötték száműzetésüket, mikor Velencéből menekülniük kellett választási csalás vádja miatt, és bár a leendő após, Marco visszatért Velencébe, de Katalin nagybátyja, Andrea II. Jakab tanácsosa lett. A házasságot per procuram 1468. július 10-én kötötték meg Velencében. Mindeközben Jakab megpróbált kitörni ebből a maga beszűkítette diplomáciai helyzetből, és más házassági kapcsolatok után is nézett. Az utolsó bizánci császár még hajadon unokahúgát, Palaiologina Ilona ciprusi királyné unokatestvérét, Palaiologina Zoét a családjával 1453 után Rómába menekülő és ott élő Palaiologosz Tamás címzetes bizánci császárnak a lányát is feleségül kérte, de a tárgyalások már 1467-ben megszakadtak. 1471-ben azonban újra kezdődtek, mikor Jakab király a koronázásának ügyében Nicosia érsekét a pápához küldte, viszont a velencei pápa a velencei irányvonal követésének a folytatására intette Jakabot. A nápolyi udvarral is tárgyalások folytak I. Ferdinánd nápolyi király egyik lányával kötendő házasság lehetőségéről, de ezek sem vezettek eredményre. II. Jakab végül a velencei menyasszonya, Cornaro Katalin mellett maradt, akivel személyesen 1472 decemberében kötött házasságot Famagustában. A házassági szerződésben kikötötték, hogy a felesége követi a trónon a gyermektelen halála esetén. Katalin királyné rögtön teherbe is esett, de frigyük rövidnek és végzetesnek bizonyult Jakab király számára.

### Halála
Jakab bélpanaszokkal esett ágynak 1473 nyarán, és 1473. július 10-én meghalt Famagusztában. Halálát velencei méregnek tudták be egyesek, de nem bizonyított az idegenkezűség a király halálában. Végrendeletében születendő gyermekét jelölte ki utódjául, de az ő halála esetén a házasságon kívül született fiait jelölte meg örököseinek. Halála után természetesen a velenceiek figyelmen kívül hagyták a természetes gyermekeire vonatkozó kitételt, és nagyanyjukkal, az elhunyt király anyjával, Patraszi Mariettával rögtön Velencébe szállították őket, ahol őrizet alatt tartották mindannyiukat, de jól, előkelő személyekhez méltóan bántak velük. Jakab király még 1468-ban Pano Kivides, Lysos, Peristerona és Pelathousa falvakat anyjának adományozta Cipruson, azonban ezektől is megfosztották őt. Az elhunyt király utóda utószülött fia, Jakab lett III. Jakab néven, aki másfél hónappal apja halála után jött a világra, viszont egyéves korában meghalt, így a házassági szerződés értelmében II. Jakab özvegye, a kiskirály anyja lett az uralkodó, mígnem a velenceiek el nem törölték a királyságot. Házasságon kívüli gyermekei felléptek trónkövetelőként, de a velenceiek elnyomtak minden ilyen kezdeményezést.

## Gyermekei
- Feleségétől, Cornaro Katalin (1454–1510) velencei patríciuslánytól, 1 utószülött fiú:
  - Jakab (Famagusta, 1473. augusztus 28. – Famagusta, 1474. augusztus 26.), III. Jakab néven Ciprus királya a születésétől a haláláig
- Ágyasától, N. de Flatre/Flètre úrnőtől, 4 gyermek:
  - Sarolta (1453/55–1468/69), férje Sor de Naves, Lefkara ura, Ciprus hadsereg-főparancsnoka, nem születtek gyermekei
  - Karola (Sarolta) (1468–1480) trónkövetelő, férje v. jegyese Aragóniai Alfonz (1460–1510) ciprusi királyi herceg, I. Ferdinánd nápolyi király természetes fia és Aragóniai Beatrix magyar királyné féltestvére, I. Sarolta ciprusi királynő örökbe fogadott fia
  - Jenő (Janus) (1468/69–1536) ciprusi trónkövetelő, felesége N. N., 1 fiú
  - Janus (János) (1469/70–1552) ciprusi trónkövetelő, felesége N. de Toro, 3 gyermek

## Külső hivatkozások
- Foundation for Medieval Genealogy/Cyprus Genealogy – 2014. május 14.
- Genealogie-Mittelalter/Jakob II. der Bastard König von Zypern – 2014. május 14.
- Euweb/The House of Poitou – 2014. május 14.

| Előző I. Sarolta | Ciprusi király 1461 – 1473              | Következő III. (Utószülött) Jakab |
| Előző I. Sarolta | Címzetes jeruzsálemi király 1461 – 1473 | Következő III. (Utószülött) Jakab |
| Előző I. Sarolta | Címzetes örmény király 1461 – 1473      | Következő III. (Utószülött) Jakab |